# Trung Hải
Trung Hải là một xã cũ thuộc huyện Gio Linh, tỉnh Quảng Trị, Việt Nam.

## Lịch sử
Ngày 16 tháng 6 năm 2025, Ủy ban Thường vụ Quốc hội ban hành Nghị quyết số 1680/NQ-UBTVQH15 về việc sắp xếp các đơn vị hành chính cấp xã của tỉnh Quảng Trị năm 2025. Theo đó, sắp xếp toàn bộ diện tích tự nhiên, quy mô dân số của các xã Trung Hải, xã Trung Giang, xã Trung Sơn thành xã mới có tên gọi là xã Bến Hải.

## Địa lý
. Quận Trung Lương đóng trên địa bàn thuộc làng Cao Xá, xã Trung Hải, huyện Gio Linh, tỉnh Quảng Trị.
. Ủy ban Hành chánh của quận Trung Lương nằm sát Quốc Lộ 1A, khoảng cách địa lý tính từ Dốc Miếu đi ra phía bắc theo trục Quốc Lộ 1A là khoảng 1,5 km đến 2,5 km.  Còn nếu tính từ Cầu Hiền Lương nơi Vĩ tuyến 17 đã chia đôi Đất Nước đi vào phía nam theo trục Quốc Lộ 1A là khoảng 3,5 km đến 4,5 km.
. Cái tên Trung Lương được lấy là do ghép 2 danh từ Trung và Lương. Trung là tên đầu của 3 xã Trung Giang Trung Hải và Trung Sơn. Còn Lương con sông Hiền Lương nơi Vĩ tuyến 17 đi qua.
. Quận Trung Lương gồm 3 xã Trung Giang, Trung Sơn và Trung Hải. 3 xã này nằm giữa Dốc Miếu và con sông Hiền Lương, một vị trí khá phù hợp với Quân sự, vì có thể ở đây đi ra cầu Hiền Lương cũng 3 đến 4 km..  mà cách Dốc Miếu ở phía nam cũng 2 đến 3 km nơi đây có khi căn cứ Quân sự Hoa Kỳ đóng canh giữ hổ trợ.
. Dưới thời Ngô Đình Diệm, Quận Trung Lương trực thuộc Phủ Tổng Thống VNCH, mọi điều hành và thực hiện các hoạt động đều bởi sự chỉ đạo trực tiếp từ Phủ Tổng Thống VNCH với Quận Trưởng quận Trung Lương chứ không thông qua một trung gian nào cả.
. Trung Hải phía Bắc cách huyện Gio Linh, nằm ở phía nam đầu cầu Hiền Lương bắc qua con sông Bến Hải lịch sử, phía Đông có sông Cánh Hòm.
. Sông Bến Hải thuộc tỉnh Quảng Trị, Sông này cũng là ranh giới của hai huyện cuối cùng của huyện Gio Linh và huyện Vĩnh tỉnh Quảng Trị,  phía bờ bắc thuộc Huyện Vĩnh Linh đây là huyện cuối cùng của Tỉnh Quảng Trị, phía nam là huyện Gio Linh tỉnh Quảng Trị. hiyen
. Xã Trung Hải có diện tích 14,23 km², dân số năm 1999 là 4.763 người, mật độ dân số đạt 335 người/km².

## Hành chính
Xã Trung Hải được chia thành 6 thôn: Bách Lộc, Cao Xá, Hải Chử, Xuân Hoà, Xuân Long, Xuân Mỵ.